# Yu Hai
Yu Hai (en chino tradicional, 於海; en chino simplificado, 于海; pinyin, Yú Hǎi; Luoyang, Henan, 4 de junio de 1987) es un futbolista chino que juega en las posiciones de extremo y lateral izquierdo con el Shanghai Port de la Superliga China.

## Carrera

### Club
| Periodo   | Club                  | País         | Apariciones | Goles |
| --------- | --------------------- | ------------ | ----------- | ----- |
| 2004–2006 | Shanghai COSCO Sanlin | China        | 36          | 0     |
| 2007–2008 | Vitesse Arnhem        | Países Bajos | 10          | 0     |
| 2009–2014 | Shaanxi Chanba        | China        | 160         | 19    |
| 2015–     | Shanghai Port         | China        | 152         | 6     |

### Selección nacional
Debutó con China el 4 de junio de 2009 en una derrota por 1-4 ante Arabia Saudita. Participó en dos ediciones de la Copa Asiática.

## Logros

### Club
Guizhou Renhe
- Copa FA de China: 2013[7]
- Supercopa de China: 2014

Shanghai SIPG / Shanghai Port
- Superliga de China: 2018,[8] 2023
- Supercopa de China: 2019[9]

### Selección nacional
- Campeonato de Fútbol de Asia Oriental: 2010

## Estadísticas

### Goles con la selección nacional
| #  | Fecha                    | Lugar                                            | Oponente       | Gol | Resultado | Competición                                          |
| -- | ------------------------ | ------------------------------------------------ | -------------- | --- | --------- | ---------------------------------------------------- |
| 1  | 25 de julio de 2009      | Estadio Olímpico de Tianjin, Tianjin, China      | Kirguistán     | 3–0 | 3–0       | Amistoso                                             |
| 2  | 30 de septiembre de 2009 | Estadio de Hohhot, Hohhot, China                 | Botsuana       | 4–0 | 4–1       | Amistoso                                             |
| 3  | 14 de noviembre de 2009  | Estadio Municipal de Beirut, Beirut, Líbano      | Líbano         | 1–0 | 2–0       | Clasificación para la Copa Asiática 2011             |
| 4  | 10 de febrero de 2010    | Estadio Ajinomoto, Tokio, Japón                  | Corea del Sur  | 1–0 | 3–0       | Campeonato de Fútbol de Asia Oriental de 2010        |
| 5  | 11 de agosto de 2010     | Centro Deportivo de Guangxi, Nanning, China      | Baréin         | 1–0 | 1–1       | Amistoso                                             |
| 6  | 18 de diciembre de 2010  | Centro Deportivo de Zhuhai, Zhuhai, China        | Estonia        | 2–0 | 3–0       | Amistoso                                             |
| 7  | 16 de enero de 2011      | Estadio Thani bin Jassim, Doha, Catar            | Uzbekistán     | 1–0 | 2–2       | Copa Asiática 2011                                   |
| 8  | 2 de septiembre de 2011  | Centro Deportivo Kunming Tuodong, Kunming, China | Singapur       | 2–1 | 2–1       | Clasificación para la Copa Mundial de Fútbol de 2014 |
| 9  | 15 de noviembre de 2011  | Estadio Jalan Besar, Kallang, Singapur           | Singapur       | 1–0 | 4–0       | Clasificación para la Copa Mundial de Fútbol de 2014 |
| 10 | 10 de enero de 2015      | Lang Park, Brisbane, Australia                   | Arabia Saudita | 1–0 | 1–0       | Copa Asiática 2015                                   |
| 11 | 1 de septiembre de 2016  | Estadio Mundialista de Seúl, Seúl, Corea del Sur | Corea del Sur  | 1–3 | 2–3       | Clasificación para la Copa Mundial de 2018           |